# Rally Príncipe de Asturias de 1996
El Rally Príncipe de Asturias de 1996, oficialmente 33.º Rally Príncipe de Asturias, fue la trigésimo tercera edición, la 39 cita de la temporada 1996 del Campeonato de Europa de Rally y la octava de la temporada 1996 del Campeonato de España de Rally. Se celebró del 12 al 14 de septiembre y contó con un itinerario de dieciocho tramos que sumaban un total de 283 km cronometrados.

## Itinerario
| Día   | Tramo | Nombre              | Distancia | Hora  | Ganador                  | Tiempo | Líder       |
| ----- | ----- | ------------------- | --------- | ----- | ------------------------ | ------ | ----------- |
| Día 1 | TC1   | Miravalles-Carrandi | 28.06 km  | 10:03 | Oriol Gómez              | 19:16  | Oriol Gómez |
| Día 1 | TC2   | Torre-Carmen        | 20.56 km  | 11:06 | Oriol Gómez              | 12:40  | Oriol Gómez |
| Día 1 | TC3   | Nueva Labra         | 19.50 km  | 12:00 | Oriol Gómez              | 13:35  | Oriol Gómez |
| Día 1 | TC4   | Borines-Torazo      | 18.88 km  | 13:15 | Oriol Gómez              | 13:25  | Oriol Gómez |
| Día 1 | TC5   | Miravalles-Carrandi | 28.06 km  | 15:38 | Oriol Gómez              | 19:12  | Oriol Gómez |
| Día 1 | TC6   | Torre-Carmen        | 20.56 km  | 16:41 | Oriol Gómez              | 12:34  | Oriol Gómez |
| Día 1 | TC7   | Nueva Labra         | 19.50 km  | 17:48 | Oriol Gómez              | 13.30  | Oriol Gómez |
| Día 1 | TC8   | Borines-Torazo      | 18.88 km  | 19:03 | Oriol Gómez              | 13:20  | Oriol Gómez |
| Día 2 | TC9   | Oviedo-Brañes       | 6.08 km   | 08:33 | Oriol Gómez Luis Climent | 4:10   | Oriol Gómez |
| Día 2 | TC10  | Huería-Faya         | 14.21 km  | 10:36 | Oriol Gómez              | 9.52   | Oriol Gómez |
| Día 2 | TC11  | Santa Bárbara       | 13.49 km  | 11:10 | Jaime Azcona             | 10:36  | Oriol Gómez |
| Día 2 | TC12  | Cordal              | 12.31 km  | 12:05 | Oriol Gómez Luis Climent | 8:14   | Oriol Gómez |
| Día 2 | TC13  | Morcín              | 8.87 km   | 12:34 | Daniel Alonso            | 6:10   | Oriol Gómez |
| Día 2 | TC14  | Oviedo-Brañes       | 6.08 km   | 14:48 | Jaime Azcona             | 4:07   | Oriol Gómez |
| Día 2 | TC15  | Huería-Faya         | 14.21 km  | 15:51 | Oriol Gómez Jaime Azcona | 9:48   | Oriol Gómez |
| Día 2 | TC16  | Santa Bárbara       | 13.49 km  | 16:25 | Jaime Azcona             | 10:37  | Oriol Gómez |
| Día 2 | TC17  | Cordal              | 12.31 km  | 17:20 | Oriol Gómez              | 8:12   | Oriol Gómez |
| Día 2 | TC18  | Morcín              | 8.87 km   | 17:49 | Luis Climent             | 6:12   | Oriol Gómez |

## Clasificación final
| Pos. | Piloto                | Copiloto           | Automóvil             | Tiempo       | Diferencia |
| ---- | --------------------- | ------------------ | --------------------- | ------------ | ---------- |
| 1.   | Oriol Gómez           | Marc Martí         | Renault Mégane Maxi   | 3:16:03      | 0.0        |
| 2.   | Luis Climent          | José Antonio Muñoz | Citroën ZX 16V        | 3:17:49      | +1:46      |
| 3.   | Jaime Azcona          | Alfredo Rodríguez  | Peugeot 306 S16       | 3:24:18      | +8:15      |
| 4.   | Miguel Martínez-Conde | Felipe Alonso      | Renault Clio Williams | 3:25:03      | +9:00      |
| 5.   | Javier Azcona         | Inma Vittorini     | Citroën ZX 16V        | 3:31:45      | +15:42     |
| 6.   | Manuel Muniente       | Joan Ibáñez        | Peugeot 106 Rallye    | 3:34:56 0:30 | +18:53     |
| 7.   | Joan María Barrabeig  | Pere Saura         | Citroën ZX 16V        | 3:37:45      | +21:42     |
| 8.   | David Nafría          | Queralt Díaz       | Seat Ibiza GTi 16V    | 3:40:50      | +24:47     |
| 9.   | Gabriel Méndez        | Felipe Mercader    | Citroën ZX 16V        | 3:41:20      | +25:17     |
| 10.  | José Calvo            | Luis Valle         | Seat Ibiza GTi 16V    | 3:41:21      | +25:18     |